# Pavlina R. Tcherneva
Pavlina R. Tcherneva (...) è un'economista statunitense  di origine bulgara.

## Biografia
La Tcherneva ha studiato economia e matematica al Gettysburg College, Pennsylvania, ottenendo il suo B.A., in entrambi gli indirizzi, con lode nel 1997 e un master in economia presso l'Università del Missouri a Kansas City, nel 2004.
Ha insegnato presso il Franklin e Marshall College e l'Università del Missouri - Kansas City. Durante il periodo 2000-2006, è stata direttore associato per l'analisi economica presso il Centro per la piena occupazione e la stabilità dei prezzi. Nell'estate del 2004, è stata visiting scholar presso l'Università di Cambridge, Centro di Politica economica e pubblica, nel Regno Unito, e dal luglio 2007, è una studiosa di ricerca presso l'Istituto di Economia Levy. 
Il lavoro della Tcherneva verte su questioni di macroeconomia, dove sta conducendo una ricerca nel campo della politica fiscale, con particolare attenzione alla piena occupazione. Sostenitrice  della Modern Money Theory e della nozione di garanzia dei posti di lavoro, ha collaborato con i responsabili politici di vari paesi, tra cui gli Stati Uniti, allo sviluppo di programmi per creare posti di lavoro.

## Opere
- Forstater, Mathew & Tcherneva, P. (editors) Full Employment and Price Stability: The Macroeconomic Vision of William S. Vickrey, Elgar, 2004, ISBN 9781843764090
- Tcherneva, Pavlina. Chartalism and the tax-driven approach in Philip Arestis & Malcolm C. Sawyer, A handbook of alternative monetary economics. Cheltenham: Edward Elgar, 2006
- Tcherneva, Pavlina. The Nature, Origins, and Role of Money: Broad and Specific Propositions and Their Implications for Policy, Center for Full Employment and Price Stability, University of Missouri-Kansas City, July 2005